# Жуков, Вячеслав Николаевич
Вячеслав Николаевич Жуков (род. 30 декабря 1960, Москва) — юрист и философ, специалист по истории русской философии права; выпускник юридического факультета МГУ (1986), доктор философских наук (2001), доктор юридических наук с диссертацией о социологии права в России (2016), профессор кафедры теории государства и права юридического факультета МГУ (2007).

## Биография
Вячеслав Жуков родился в Москве 30 декабря 1960 года; в 1986 году он стал выпускником юридического факультета МГУ имени Ломоносова (дневное отделение). После получения высшего образования и до 1994 года он работал в системе советской исполнительной и представительной власти: инструктор исполнительного комитета Перовского районного совета города Москвы, помощником народного депутата СССР и главой юридического отдела Перовского райсовета; он также состоял советником заместителя премьера московского правительства.
В 1994 году Жуков начал преподавать; в 2007 году он был избран профессором на кафедре теории государства и права и политологии, являющейся частью юридического факультета Московского университета. В 1993 году стал кандидатом философских наук (по специальности «история философии») — защитил диссертацию на тему «Социальная философия П. И. Новгородцева». В 2002 году стал доктором философских наук по той же специальности за диссертацию «Философия естественного права в русской мысли первой половины XX века». В 2016 году Жуков стал доктором юридических наук, успешно защитив диссертацию по теме «Социология права в России: вторая половина XIX — первая треть XX в. (теоретико-методологический аспект)».

## Работы
Вячеслав Жуков является автором и соавтором более трёх сотен научных публикаций:
- «Русская философия права: от рационализма к мистицизму» (2013)
- «Философия и социология права: опыт плюралистического подхода» (2013)
- «Социология права в России: вторая половина XIX — первая треть XX в.» (2015)
- «Государство. Право. Власть: философия и социология» (2016)
- «История политических и правовых учений» (2010)
- «История русской философии» (соавт., 2013).